# Giuseppe Sanfelice
Giuseppe Sanfelice, all'anagrafe Giuseppe Sanfelice di Monteforte (Roma, 26 giugno 1983), è un attore italiano.

## Biografia
Debutta nel 1999 da protagonista nel film di Gabriele Muccino, Come te nessuno mai. Nel 2001 ha il ruolo di Andrea, figlio dei protagonisti, interpretati da Nanni Moretti e Laura Morante, nel film La stanza del figlio.
Nel 2004 è il timido Paolo "Pio" nel film  Che ne sarà di noi, regia di Giovanni Veronesi. Nello stesso anno debutta in televisione, diretto da Renato De Maria nei film per la televisione Maigret: La trappola e Maigret: L'ombra cinese, a cui fanno seguito: Natale a Miami (2005); La notte breve (2006), film per la televisione in onda su Rai 2; la miniserie televisiva in sei puntate, Piper (2009), regia di Francesco Vicario, in onda su Canale 5.

## Filmografia

### Cinema
- Come te nessuno mai, regia di Gabriele Muccino (1999)
- La stanza del figlio, regia di Nanni Moretti (2001)
- Il 2 novembre, regia di Leonardo Godano e Simone Godano - cortometraggio (2002)
- Che ne sarà di noi, regia di Giovanni Veronesi (2004)
- La voce bella, regia di Tommaso Avati - cortometraggio (2004)
- Natale a Miami, regia di Neri Parenti (2005)
- La vita è già finita, regia di Claudio Lattanzi - cortometraggio (2007)
- Mia, regia di Fulvio Ottaviano (2012)
- AmeriQua, regia di Marco Bellone, Giovanni Consonni (2013)

### Televisione
- Maigret: La trappola, regia di Renato De Maria – film TV (2004)
- Maigret: L'ombra cinese, regia di Renato De Maria – film TV (2004)
- La notte breve, regia di Camilla Costanza e Alessio Cremonini – film TV (2006)
- Piper, regia di Francesco Vicario – miniserie TV (2009)
- Cenerentola, regia di Christian Duguay – miniserie TV (2011)
- Rex – serie TV, episodio 4x08 (2011)
- The Young Pope, regia di Paolo Sorrentino – serie TV, 2 episodi (2016)

## Teatro
- L'ultima notte, testo e regia di Alessandro Prete, Teatro della Cometa di Roma (2008)
- Il sogno di una vita, testo e regia di Alessandro Prete, Teatro della Cometa di Roma (2009)